# Rojo tráfico
El rojo tráfico es un color rojo muy usado en señalización vial. Su tonalidad está estandarizada internacionalmente como RAL 3020.
Se considera que es un color que tiene gran visibilidad a la distancia y en la oscuridad nocturna. 